# Faust – eine deutsche Volkssage
Faust – eine deutsche Volkssage ist ein Film des expressionistischen Regisseurs Friedrich Wilhelm Murnau aus dem Jahr 1926.

## Handlung
Erzengel Michael und Mephisto schließen einen Pakt, nach dem Mephisto die Erde gehören würde, wenn es ihm gelingt, die Seele des Gelehrten Faust zu erringen.
Als in der Stadt die Pest ausbricht, findet Faust kein Mittel gegen die Seuche. In seiner Verzweiflung ruft er die bösen Geister an. Mephisto, der selbst die Pest entfacht hat, erscheint und bietet ihm seine Hilfe an. Faust lässt sich auf einen Vertrag – zunächst für einen Probetag – ein, indem er als Gegenleistung Mephisto seine Seele verspricht. Es gelingt Faust, einen Pestkranken zu heilen. Doch eine weitere Heilung kann er nicht vollbringen, weil die Kranke ein Kreuz in der Hand hält. Die Menge will Faust steinigen, er rettet sich in sein Studierzimmer.
Mephisto macht ihm jetzt das Ideal der Jugend schmackhaft und Faust wieder jung. Beide ziehen an den Hof von Parma, wo Faust die Herzogin von ihrem Hochzeitsfest weg verführt. Während Faust die Herzogin in Armen hält, ist der Probetag abgelaufen, und Mephisto nötigt Faust die ewige Geltung ihres Pakts ab.
Faust ist vom Rausch des jugendlichen Lebens nicht zufriedenzustellen, es zieht ihn zurück in seine Heimat. Dort begegnet er an der Kirche Gretchen und verliebt sich in sie. Mephistos Tricks verhelfen Faust zunächst zum Zusammentreffen mit Gretchen in Marthe Schwerdtleins Garten – mit letzterer „vergnügt“ sich Mephisto. Gretchen gewährt Faust schließlich Zugang zu ihrer Kammer. Mephisto sorgt für Entdeckung des Liebespaars. Er lässt durch einen Wind die Mutter erwachen und lockt Gretchens Bruder Valentin aus dem Wirtshaus nach Hause. Die Mutter entdeckt das Paar im Bett, Valentin stellt Faust auf der Flucht zum Kampf. Mephisto tötet Valentin heimtückisch, ruft den Mord aus und zwingt damit Faust zur sofortigen Flucht.
Gretchen wird als Dirne an den Pranger gestellt und ist eine Ausgestoßene. Im Winter bringt sie ein Kind von Faust zur Welt, das erfrieren muss, da niemand Mutter und Kind Einlass gewährt. Sie wird als Kindsmörderin zum Tod auf dem Scheiterhaufen verurteilt. Ein Hilfeschrei Gretchens dringt zu Faust, er eilt zur Todgeweihten. Noch auf dem Weg verflucht er die Jugend angesichts Gretchens Tragödie, woraufhin Mephisto ihm sein altes Aussehen zurückgibt. Erst auf dem brennenden Scheiterhaufen erkennt Gretchen ihren Faust in dem alten Mann. Sie sterben beide und fahren auf in den Himmel.
Mephisto hat seine Wette mit dem Erzengel verloren, da er besiegt wurde durch eine Macht, die er nicht kennt: Liebe!

## Hintergrund
Die Dreharbeiten zu Faust – eine deutsche Volkssage fanden in den Filmateliers der UFA in Tempelhof statt, der heutigen Berliner Union-Film. „Bauten, Landschaften und Kostüme“ stammen von den beiden bedeutendsten deutschen Szenenbildnern und Filmarchitekten des 20. Jahrhunderts, Robert Herlth und Walter Röhrig.
Als der Film am 14. Oktober 1926 uraufgeführt wurde, stand Friedrich Wilhelm Murnau auf dem Höhepunkt seiner Karriere: Mit Nosferatu, eine Symphonie des Grauens war ihm bereits 1922 einer der bedeutendsten Filme der Stummfilmära gelungen. Zwei Jahre später begründete Der letzte Mann (1924) Murnaus internationale Karriere, was den Ruf nach Hollywood nach sich zog: Im Januar 1925 unterschrieb er bei seiner ersten Reise in die Vereinigten Staaten einen Vertrag mit dem Produzenten William Fox. Doch ehe Murnau endgültig nach Kalifornien übersiedelte, drehte er einen letzten Film in Deutschland – den Faust mit Emil Jannings als Hauptdarsteller, der bereits in Der letzte Mann die Hauptrolle gespielt hatte. In den weiteren Hauptrollen besetzte er den schwedischen Theaterstar Gösta Ekman als Faust sowie die zu diesem Zeitpunkt noch unbekannte Camilla Horn als Gretchen. Die eigentliche Wunschbesetzung für Gretchen war Lillian Gish gewesen, die jedoch absagte, nachdem sie ihren gewünschten Kameramann aus Hollywood nicht durchsetzen konnte.
Murnaus Faust – eine deutsche Volkssage verwebt Motive aus dem Volksbuch Historia von Doktor Johann Fausten – dem weitbeschreyten Zauberer und Schwarzkünstler (1587) mit Elementen aus den Dramatisierungen dieses Stoffes durch Christopher Marlowe und J. W. Goethe: Die Suche des alten Faust nach Weisheit, das Angebot Mephistos, dem greisen Gelehrten mittels eines mit Blut besiegelten Pakts ein Leben in ewiger Jugend zu verschaffen, sowie Fausts Begegnung mit Gretchen mit den Episoden Verführung, Duell mit Gretchens Bruder Valentin, Pranger, Scheiterhaufen und Erlösung durch die Liebe. Und dies alles eingerahmt von den Streitgesprächen zwischen dem Erzengel und dem Herrn der Finsternis.
Bereits das „Vorspiel im Himmel“ zeigt einen Hauptcharakterzug von Murnaus Faust: seine ausgeklügelte Kamera- und Tricktechnik, die ihm eine außerordentliche visuelle Kraft verleiht. Murnau lotet im Faust die Grenzen beim Einsatz filmischer Möglichkeiten, insbesondere bei den visuellen Effekten – etwa Doppelbelichtungen – aus. Das Bühnenbild hält die Balance zwischen dem Expressionismus, der seit Das Cabinet des Dr. Caligari (Robert Wiene, 1920) den deutschen Film bestimmt, und – vor allem bei den Landschaftsaufnahmen – der romantischen Malerei, etwa von Caspar David Friedrich und Lovis Corinth.

## Filmmusik
Ursprünglich sollte Giuseppe Becce eine Originalkomposition zu dem Film liefern, der aber aus Termingründen ablehnte.
Die Musikillustration zur Uraufführung im Ufa-Palast am Zoo stellte Werner Richard Heymann unter Verwendung von Motiven von Richard Wagner und Richard Strauss zusammen; sie wurde vom Orchester der UFA, das Kapellmeister Artur Guttmann dirigierte, ausgeführt.
Neben Heymanns Kompilation gab es noch eine von Paul A. Hensel.
Eine neue symphonische Musik erhielt der restaurierte Film 2001 durch den Komponisten Marco Nola. Die Uraufführung fand am 23. Juni 2001 im Rahmen des „Erbhof-Festival Thedinghausen“ statt. Es spielte das Bremer Philharmonische Staatsorchester mit dem Chor des Goethe Theaters Bremen unter der Leitung von Gabriel Feltz. Weitere Aufführungen fanden 2002 in Bremen, Gera, und Schwäbisch Gmünd statt. 2017 wird die „Faust“-Komposition am Stadttheater Bremerhaven erneut aufgeführt werden.
2013 schuf der Komponist und Dirigent Bernd Wilden eine weitere Musik zum Film. Die Uraufführung fand am 7. November 2013 in der Rudolf-Oetker-Halle in Bielefeld statt, der Geburtsstadt des Regisseurs. Dabei spielten die Bielefelder Philharmoniker mit dem Chor des Musikvereins der Stadt Bielefeld unter der Leitung des Komponisten.
Filmmusiken für Orgel wurden – oft als Improvisation – u. a. von Pierre Pincemaille, Nils Henrik Asheim, Juan de la Rubia, und Paul Kayser geschaffen.

## Zwischentitel von Gerhart Hauptmann
Die UFA soll den Literaturnobelpreisträger Gerhart Hauptmann als Verfasser für Zwischentitel gewonnen haben. Als der Drehbuchautor Hans Kyser auf die Einbeziehung seines Textes im fertigen Film klagte, verwarf die UFA eine Verwendung der Knittelverse von Hauptmann für diesen Zweck und druckte sie als Gedicht im Programmheft ab. Begründet wurde das mit einer Überforderung der beschränkten Auffassungsgabe des Kinopublikums. Auf Grundlage des Abdrucks wurde Hauptmanns Dichtung vom Münchner Filmmuseums 2018 nachträglich in eine Fassung des Filmes eingearbeitet.

## Kritiken
Bei seiner Veröffentlichung in Deutschland erhielt der Film nur mittelmäßige Kritiken und oftmals warfen deutsche Filmkritiker Murnau ein mangelndes Verständnis von Goethes Faust und dessen philosophischer Tiefe vor. Dabei ist Murnaus Werk allerdings nicht als Verfilmung des Goethe-Werkes zu verstehen, sondern ist vielmehr ein „eigenständiges, suggestives Werk“. Mittlerweile wird der Film auch in Deutschland überwiegend positiv bewertet, etwa das Lexikon des internationalen Films: „Murnaus Faust-Version, eine Mischung aus der alten Volkssage und Goethes und Marlowes Variationen, läßt den metaphysischen Kampf zwischen Gut und Böse an der Zeitenwende vom Mittelalter und Irreligiosität erscheinen und deutet Faust als den ersten modernen Menschen mit freier Willensentscheidung und einem Bekenntnis zur Allmacht der Liebe. In seiner letzten Arbeit für die UFA, bevor er nach Hollywood ging, gestaltete Murnau (1888-1931) den klassischen Stoff als Licht- und Schattenspiel, das die Perfektion des deutschen Stummfilmkinos noch einmal suggestiv auskostete: Ein Film voll spielerischer Freude am Phantastischen.“
International erhielt Murnaus Film dagegen schon seit seiner Veröffentlichung hervorragende Kritiken, bei Rotten Tomatoes besitzt er 91 % positive Wertungen. Roger Ebert gab dem Film vier von vier Sternen und schrieb zu Faust in seiner Kolumne Great Movies: „F.W. Murnau (1888-1931) machte zwei der größten Filme des Übernatürlichen, "Nosferatu" (1922) und "Faust" (1926).“ Ebert lobt insbesondere Murnaus „verwegene visuelle Imagination“ und seine eindrucksvollen Kameraarbeiten und Bildkompositionen.